# خورخي مير
خورخي مير (بالإسبانية: Jorge Mier Martínez)‏ هو لاعب كرة قدم إسباني في مركز الدفاع، ولد في 4 فبراير 1999 في أبيط في إسبانيا. لعب مع ريال أوفييدو.

## وصلات خارجية
- خورخي مير على موقع قاعدة بيانات كرة القدم.إي يو (الإنجليزية)
- خورخي مير على موقع Soccerway.com (الإنجليزية)